# Basílica de São Domingos (Siena)
Basílica de São Domingos (em italiano:  Basilica di San Domenico), chamada também de Basílica Catariniana, é uma basílica em Siena, na região da Toscana, Itália, e uma das mais importantes igrejas da cidade.

## História
A igreja foi construída entre 1226 e 1265 e foi ampliada no século XIV, quando adquiriu sua aparência gótica atual. Porém, elementos desta estrutura foram destruídos nos incêndios de 1443, 1456 e 1531, além dos danos sofridos durante uma ocupação militar entre 1548 e 1552.
De grandes dimensões, foi construído, assim como muitos edifícios contemporâneos erigidos para as ordens mendicantes, de tijolos com uma grande torre sineira à esquerda, reduzida depois de um terremoto em 1798. O interior é no formato de uma cruz egípcia com uma enorme nave coberta por treliças e um transepto com capelas altas.
A igreja abriga diversas relíquias de Santa Catarina de Siena, cuja casa da família fica nas vizinhanças.

## Interior

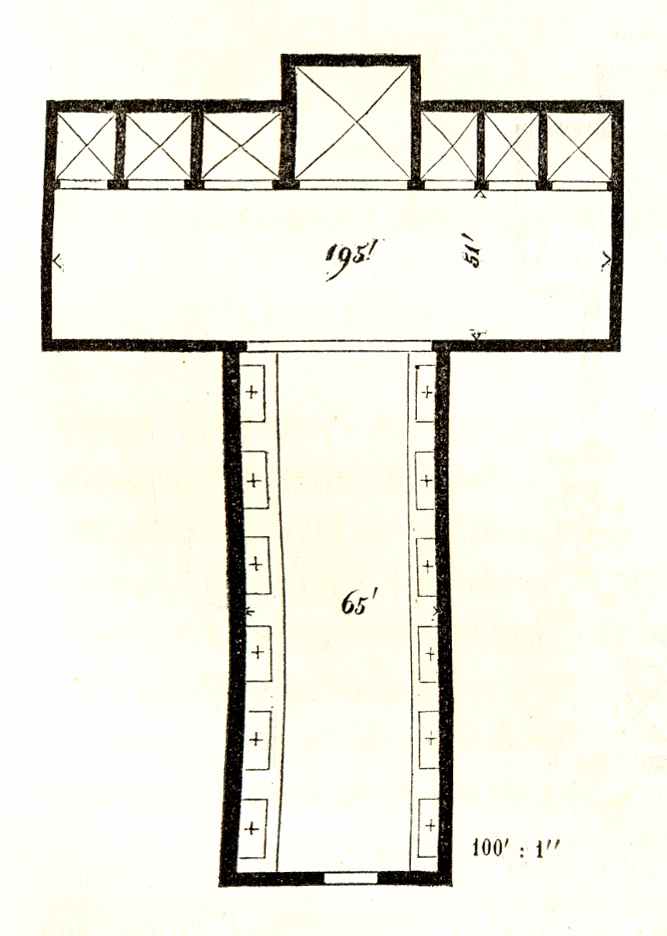
Planta da basílica.

### Cappella delle Volte
Um antigo local de oração para as freira dominicanas ligado a diversos episódios da vida de Santa Catarina, abriga a "Canonização de Santa Catarina", de Mattia Preti, ladeada por duas pinturas de 1602 de Crescenzio Gambarelli. Outras obras dele decoram o resto da capela.

### Nave
Na parede esquerda da nave está uma "Madona com o Menino", de Francesco di Vannuccio, emoldurada por um "Eterno com a Santa", de Il Sodoma, e uma predela com "Histórias do Novo Testamento", de Antonio Magagna. Rutilio Manetti pintou Exorcismo de Santo Antônio Abade, Sebastiano Folli, "Santa Catarina de Alexandria" e Francesco Vanni, "São Jacinto Salvando uma Madona do Fogo".
Os altares do lado direito da nave estão decorados por uma "Aparição da Virgem", de Stefano Volpi (1630), um "Nascimento da Virgem", de Alessandro Casolani (1585) e a Capela de Santa Catarina

### Capela de Santa Catarina
Na Capela de Santa Catarina estão a cabeça e o polegar da santa, abrigados num relicário. Decoram a capela um "Desmaio e Êxtase de Santa Catarina" e "Morte de Niccolò di Tuldo", de Il Sodoma, e "Exorcismo de Santa Catarina", de Francesco Vanni (1593-1596). O piso de mármore do século XV, com imagens de Orfeu e animais, é atribuído a Francesco di Giorgio.
Na parede direita está um afresco de Pietro Lorenzetti e a "Adoração dos Pastores", de Francesco di Giorgio, uma luneta de Matteo di Giovanni e uma predela de Bernardino Fungai.

### Transepto
No braço direito do transepto está o altar dedicado ao beato Ambrogio Sansedoni, retratado na peça-de-altar de Francesco Rustici (1611-612).
Notável entre as demais são a segunda, dedicada aos "Mártires da Alemanha", e a terceira, que abriga a "Madona com o Menino, São Jerônimo e João Batista", de Matteo di Giovanni. Na quarta capela está uma tela barroca de Raffaello Vanni (1649) e "Santo Antônio Abade" (1426). A "Maestà", de Guido da Siena (datada em 1221, mas provavelmente de from 1265-70, com adições por um seguidor de Duccio) está no centro da quinta capela, onde também estão obras de Matteo di Giovanni, Benvenuto di Giovanni e dois afrescos de Giuseppe Nicola Nasini. 
O braço esquerdo termina com um altar de São Domingos.
O altar-mor ostenta um cibório com dois anjos de Benedetto da Maiano (1475-1480) e, na abside, estão "Morte de São Pedro Mártir", de Arcangelo Salimbeni (1579), e "São Tomás e o Papa", de Galgano Perpignani.
A cripta gótica abriga um crucifixo de Sano di Pietro e uma "Crucificação de Ventura Salimbeni (1600).

## Galeria

Imagens da basílica
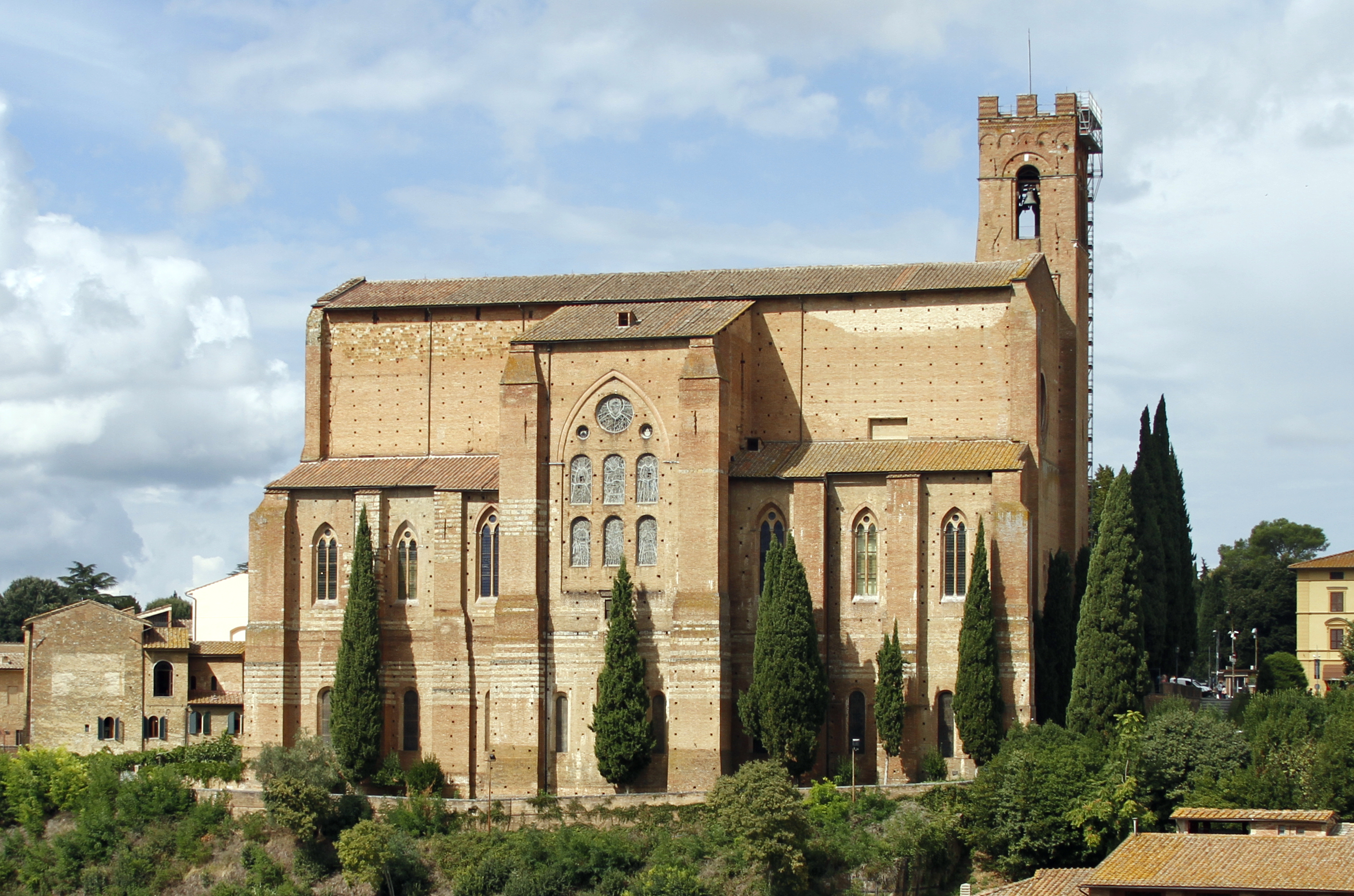
Vista lateral.
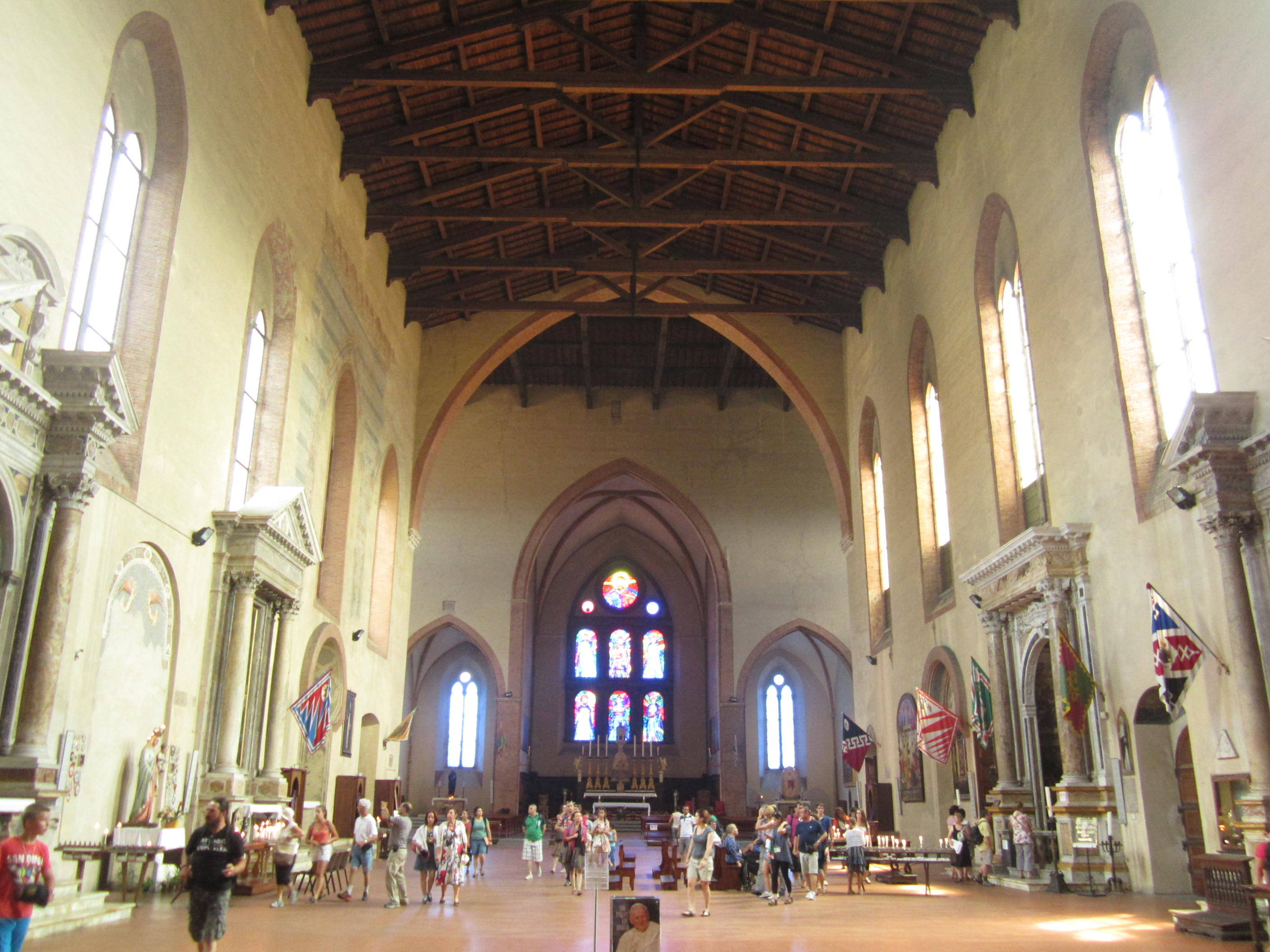
Interior.
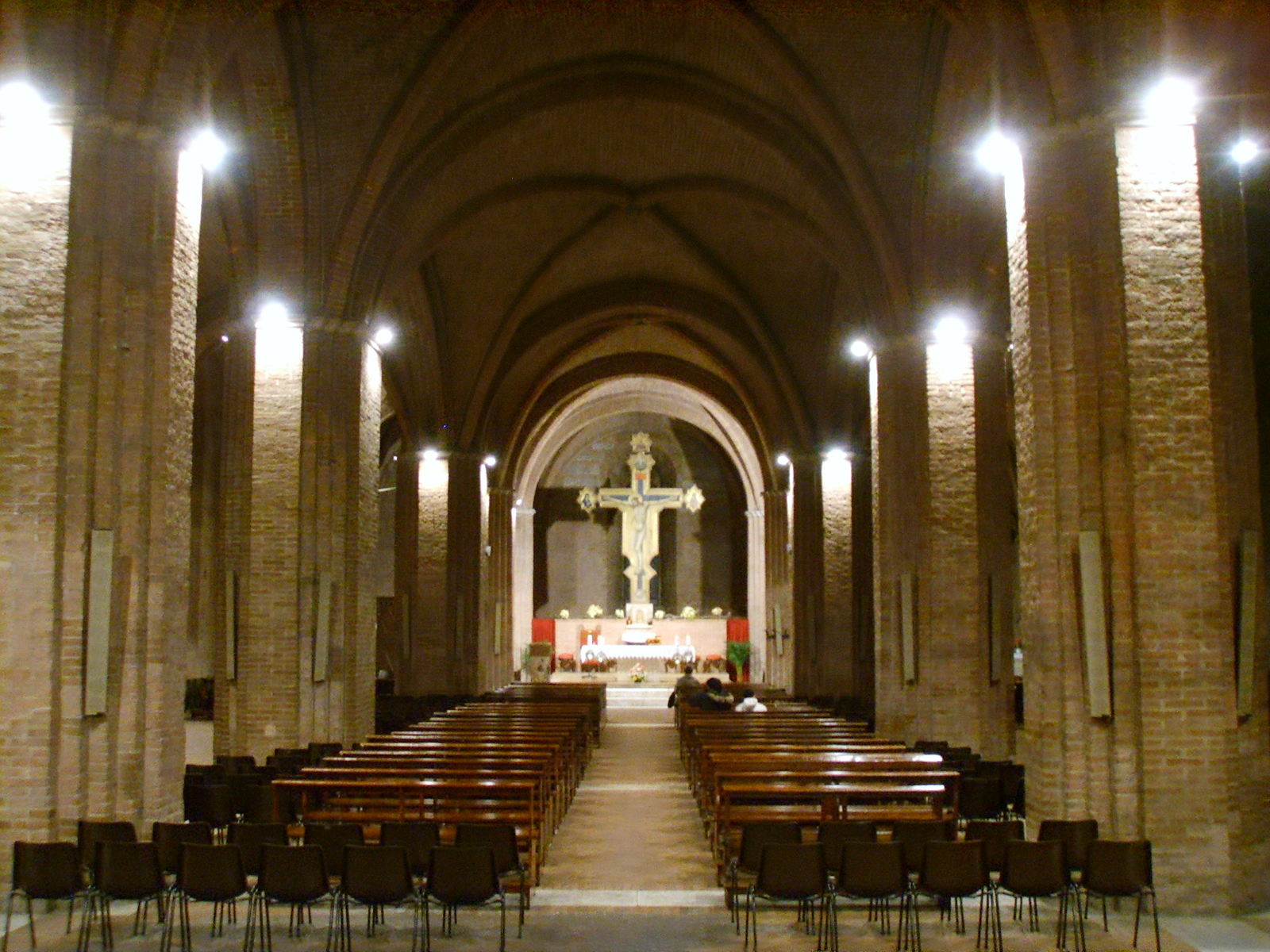
Cripta.
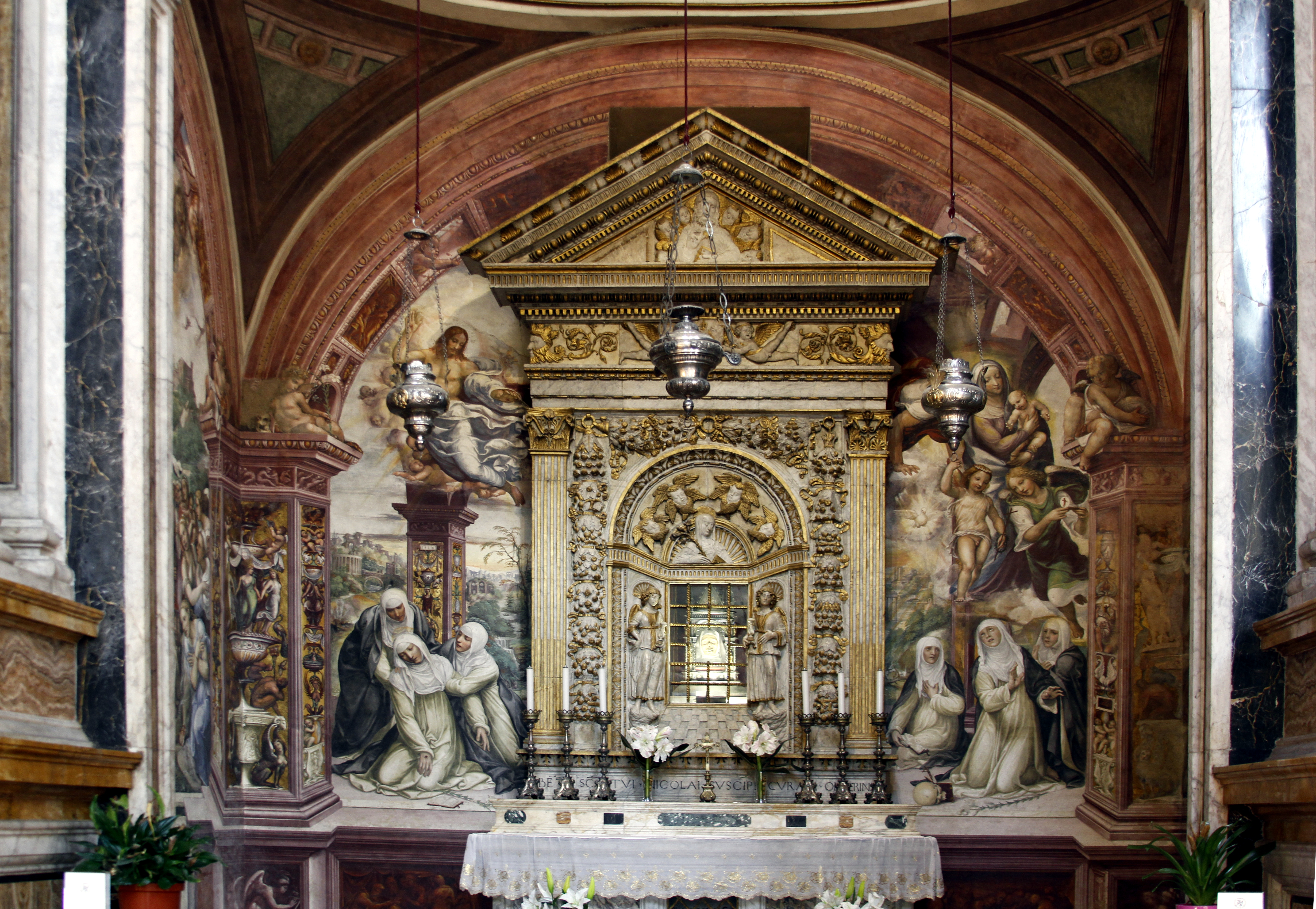
Capela de Santa Catarina de Siena.
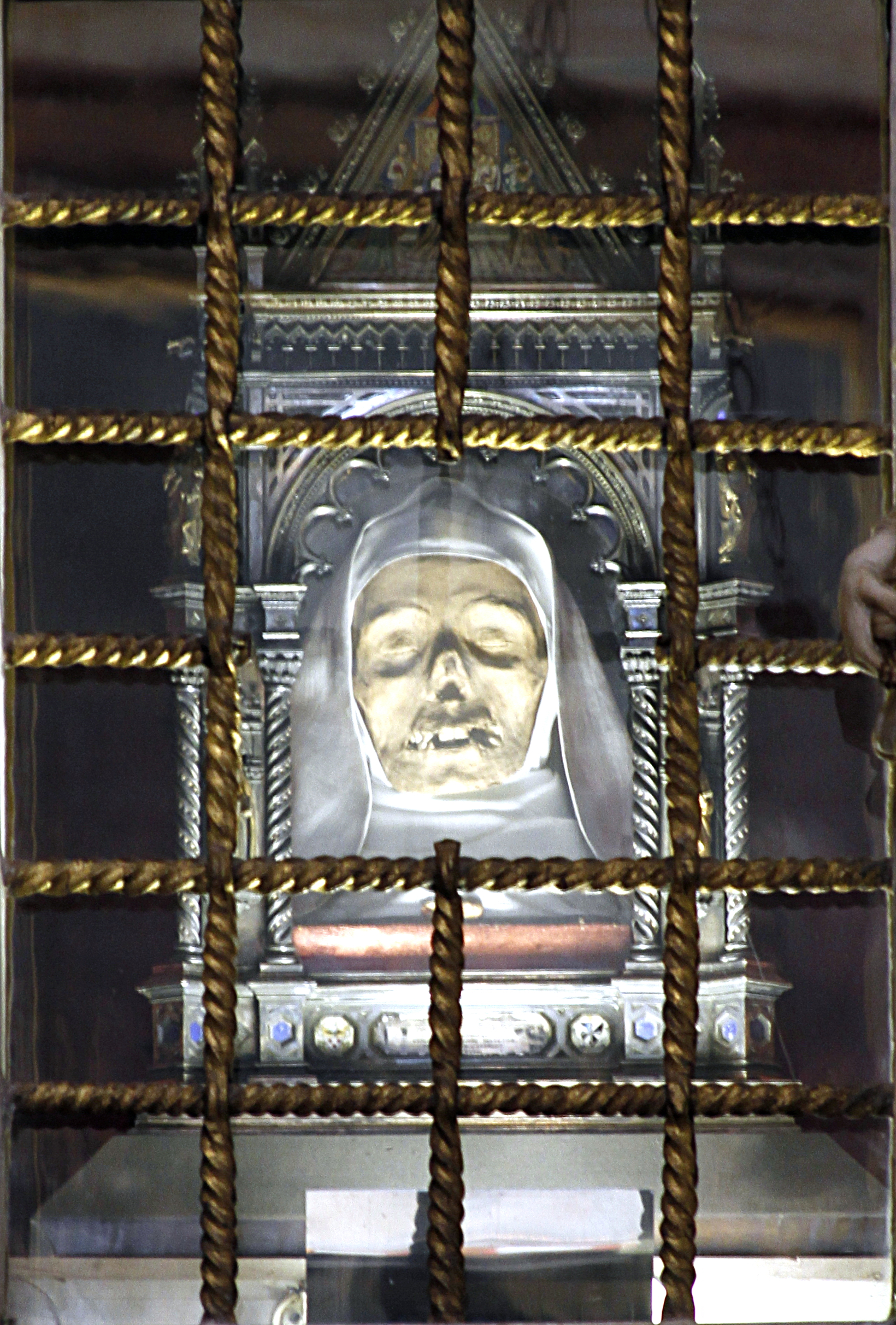
Relíquia de Santa Catarina.